# Tapacochana
Tapacochana is een geslacht van hooiwagens uit de familie Gonyleptidae.
De wetenschappelijke naam Tapacochana is voor het eerst geldig gepubliceerd door Roewer in 1957. 

## Soorten
Tapacochana omvat de volgende 2 soorten:
- Tapacochana insignita
- Tapacochana triseriata